# 妮可·哈罗芬瑟
妮可·哈罗芬瑟（1960年3月22日—）是美国影视导演、编剧。她执导了六部故事片，包括《良缘知己》、《我的好野女友》和《无须多言》 ，以及多部电视连续剧。她与Jeff Whitty一起获得2019年第91屆奥斯卡改编劇本獎提名， 以及BAFTA最佳改编剧本提名， 并凭借电影《你能原諒我嗎？》获得2018年美国編劇工會最佳改编剧本奖。